# Буржук (комуна)
Буржук (рум. Burjuc) — комуна у повіті Хунедоара в Румунії. До складу комуни входять такі села (дані про населення за 2002 рік):
- Бредецел (138 осіб)
- Буржук (199 осіб) — адміністративний центр комуни
- Глодгілешть (231 особа)
- Петрешть (47 осіб)
- Тетерешть (209 осіб)
- Тіса (188 осіб)

Комуна розташована на відстані 329 км на північний захід від Бухареста, 34 км на захід від Деви, 125 км на південний захід від Клуж-Напоки, 99 км на схід від Тімішоари.

## Населення
За даними перепису населення 2002 року у комуні проживали 1012 осіб.
Національний склад населення комуни:
| Національність | Кількість осіб | Відсоток |
| -------------- | -------------- | -------- |
| румуни         | 994            | 98,2%    |
| угорці         | 9              | 0,9%     |
| цигани         | 6              | 0,6%     |
| німці          | 2              | 0,2%     |
| поляки         | 1              | 0,1%     |

Рідною мовою назвали:
| Мова      | Кількість осіб | Відсоток |
| --------- | -------------- | -------- |
| румунська | 999            | 98,7%    |
| угорська  | 6              | 0,6%     |
| циганська | 6              | 0,6%     |
| німецька  | 1              | 0,1%     |

Склад населення комуни за віросповіданням:
| Релігія       | Кількість осіб | Відсоток |
| ------------- | -------------- | -------- |
| православні   | 900            | 88,9%    |
| п'ятдесятники | 94             | 9,3%     |
| римо-католики | 8              | 0,8%     |
| адвентисти    | 6              | 0,6%     |
| баптисти      | 3              | 0,3%     |
| реформати     | 1              | 0,1%     |